# Clontarf, Irland
Clontarf (iriska: Cluain Tarbh) är en stadsdel i Irlands huvudstad Dublin. Antalet invånare är 31 063.